# Phrynobatrachus latifrons
Phrynobatrachus latifrons (syn. Phrynobatrachus accraensis) is een kikker uit de familie Phrynobatrachidae en het geslacht Phrynobatrachus. De soort werd voor het eerst wetenschappelijk beschreven door Ernst Ahl in 1924.
De kikker komt voor in delen van Afrika en leeft in de landen Benin, Burkina Faso, Gambia, Ghana, Guinee, Ivoorkust, Kameroen, Liberia, Mali, Nigeria, Senegal, Sierra Leone en Togo.